# 夏侯承
夏侯承（？—？），字文子。譙國譙人，中國東晉時代官員，官至散騎常侍。其高祖父為三國曹魏名將夏侯淵，曾祖父為兗州刺史夏侯威，祖父是西晉淮南太守夏侯莊，父親是西晉弋陽太守夏侯淳。

## 生平
夏侯承父親夏侯淳及伯父夏侯湛均為西晉時代的文學家，夏侯一族在西晉時貴為外戚，曾盛極一時。後來中原發生五胡亂華、永嘉之亂等重大戰災，夏侯氏的子姪大多遭胡人俘獲，只有夏侯承能跟隨晉室南渡，在司馬睿建立東晉政權繼續為官。夏侯承早期參安東軍事，後來遷任南平太守。晉元帝大興至永昌年間，權臣王敦發動政變，掀起動亂，當時夏侯承與梁州刺史甘卓、巴東監軍柳純、宜都太守譚該等人向天下廣傳檄文，列舉王敦叛逆不臣的罪狀。可惜由於主要保皇將領甘卓遲疑不進，行軍緩慢，導致晉軍戰敗，王敦得勝後便大肆誅除曾經反抗自己的人。當王敦擒住夏侯承時，本來打算殺掉他，但夏侯承的表兄王暠(王廙)出面為其求情，苦苦哀求之下才保住了他的性命。最後夏侯承官至散騎常侍。

## 家族

### 高祖父
- 夏侯淵：字妙才，三國曹魏名將，官至征西將軍。

### 曾祖父
- 夏侯威：字季權，三國曹魏兗州刺史，為人任俠。

### 祖父
- 夏侯莊：字仲容，夏侯威次子，官至淮南太守、清明亭侯。其妻為西晉景獻羊皇后之堂妹，夏侯家族亦因此而盛極一時。

### 父
- 夏侯淳：字孝沖，夏侯莊之子，頗有文名，官至弋陽太守。

### 伯父
- 夏侯湛：字孝若，夏侯莊之子，夏侯淳之兄，西晉著名文學家，與潘岳齊名，二人號為「連璧」。官至散騎常侍。

### 姑母
- 夏侯光姬：小字銅環，夏侯莊之女，西晉琅邪王司馬覲王妃，生晉元帝司馬睿。

## 備註
1. ↑  《晉書·甘卓傳》：「卓既素不欲從敦，得道融說，遂決曰：『吾本意也。』乃與巴東監軍柳純、南平太守夏侯承、宜都太守譚該等十餘人，俱露檄遠近，陳敦肆逆，率所統致討。」
2. ↑  《晉書·夏侯湛傳》：(承字文子。參安東軍事，稍遷南平太守。太興末，王敦舉兵內向，承與梁州刺史甘卓、巴東監軍柳純、宜都太守譚該等，並露檄遠近，列敦罪狀。會甘卓懷疑不進，王師敗績，敦悉誅滅異己者，收承，欲殺之，承外兄王暠苦請得免。尋為散騎常侍。) 《晋书.皇甫方回传》(卷51)记载王暠为王敦从弟。